# Charles Frédéric Girard
Charles Frédéric Girard (Mulhouse, 8 aprile 1822 – Neuilly-sur-Seine, 29 gennaio 1895) è stato un biologo francese naturalizzato statunitense, noto per la sua attività di ittiologo ed erpetologo.

## Biografia
Nato a Mulhouse, in Francia, studiò al Collegio di Neuchâtel, in Svizzera, come allievo di Louis Agassiz. Nel 1847 accompagnò Agassiz come assistente all'Università di Harvard. Tre anni dopo, Spencer Fullerton Baird lo chiamò alla Smithsonian Institution per lavorare alla sua crescente collezione di rettili, anfibi e pesci del Nord America. Lavorò al museo per i dieci anni successivi e pubblicò numerosi lavori, molti dei quali in collaborazione con Baird.
Nel 1854 fu naturalizzato cittadino statunitense. Oltre al lavoro allo Smithsonian, riuscì a conseguire un dottorato di ricerca in medicina presso l'Università di Georgetown di Washington nel 1856. Nel 1859 tornò in Francia e due anni dopo ricevette il premio Cuvier dall'Institut de France per il suo lavoro sui rettili e sui pesci del Nord America.
Allo scoppio della guerra di secessione americana, si unì ai Confederati come agente per le forniture chirurgiche e mediche. A conflitto concluso, rimase in Francia e intraprese la carriera medica. Durante la guerra franco-prussiana prestò servizio come medico militare e pubblicò un importante lavoro sulla febbre tifoide dopo l'assedio di Parigi. Rimase attivo come medico fino al 1888 circa. Nei tre anni successivi pubblicò ancora qualche articolo di storia naturale.
Si ritirò nel 1891 e trascorse il resto della sua vita a Neuilly-sur-Seine, dove morì nel 1895.

## Eponimia
Girard è ricordato nei nomi dei seguenti taxa:
- Girardinus Poey, 1854
- Girardinichthys Bleeker, 1860
- Cambarus girardianus Faxon, 1884
- Masticophis taeniatus girardi (Stejneger & Barbour, 1917)[3]
- Microcyphus girardi Desor
- Synapta girardi Pourtalès
- Vortex girardi O. Schmidt, 1857

## Opere
(parziale)
- 1854: Observations upon a collection of fishes made on the Pacific coast of the United States, by Lieut. W. P. Trowbridge, U. S. A., for the museum of the Smithsonian Institution. Proc. Acad. Nat. Sci. Phila., v. 7 : 142–156.

| Girard è l'abbreviazione standard utilizzata per le specie animali descritte da Charles Frédéric Girard. Categoria:Taxa classificati da Charles Frédéric Girard |